# Habitatge al carrer Vic, 17 (Sant Hilari Sacalm)
L'Habitatge al carrer Vic, 17 és una obra de Sant Hilari Sacalm (Selva) inclosa a l'Inventari del Patrimoni Arquitectònic de Catalunya.

## Descripció
Edifici situat al nucli urbà, al costat de l'edifici ja desaparegut «Can Culí».
Consta de planta baixa i tres pisos. Té un ràfec amb entramat de fusta i la teulada és en teula àrab.
A la planta baixa hi ha locals comercials i l'entrada d'accés als habitatges. Hi ha tres portes, la central en arc escarsser i les laterals en arc pla.
Al primer pis hi ha tres obertures rectangulars i amb balcons amb barana de ferro forjat. Al segon pis, les obertures es repeteixen però no tenen blalcó, només una petita barana de ferro forjat. Al pis superior les obertures són molt més petites.
Cada pis, està separat visualment per una cornisa horitzontal. A la part de dalt, abans d'arribar al ràfec hi ha un fris amb dentallons pintats de color vermell.
La façana està arrebossada i pintada de diversos colors.